# Почта Турн-и-Таксис

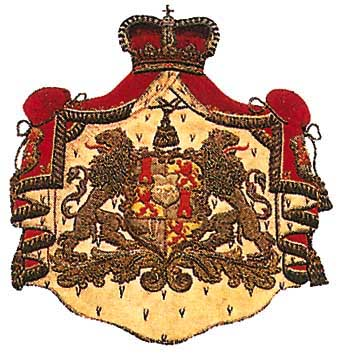
Герб дворянского семейства Турн-и-Таксис

По́чта Турн-и-Та́ксис, или по́чта Турн и Та́ксис (нем. von Thurn und Taxis, фр. de la Tour et Tassis), — название европейского почтового учреждения, просуществовавшего с 1490 по 1867 год, основателями и владельцами которого являлись представители дворянского семейства Турн-и-Таксис.

## История

Марка и специальное гашение ФРГ к 500-летию почты Турн-и-Таксис (1990)

### Основание
Род Тассо (позднее Тассис или Таксис; в 1650 году к фамилии была добавлена приставка Турн) происходит из Бергамо. Около 1451 года Роже де Тассис организовал первую конную почту между Тиролем и Неаполем.
В 1490 году Франц фон Таксис основал по инициативе короля Максимилиана I первую регулярную почту от королевского двора в Вене, Инсбрука и Мехелена до двора сына короля Филиппа в Брюсселе. Эта почтовая компания позднее вошла в историю под названием Турн-и-Таксис — по имени немецкого дворянского дома.
В 1500 году Францу фон Таксис присвоен был титул capitaine et maistre des postes в Нидерландах и Бургундии, а в 1516 году — звание главного почтмейстера Нидерландов. По договору, заключенному в 1504 году с сыном Максимилиана — королём Филиппом Красивым, Франц фон Таксис обязался учредить и содержать почту между Нидерландами и дворами императора и королей французского и испанского. Эта организация, имевшая сначала весьма скромные размеры — на каждой станции содержалось по одной лишь лошади, — была в 1516 году значительно расширена. Почтовые линии для соединения с габсбургскими владениями в Италии были продолжены до Рима, Неаполя, Вероны и других городов, число лошадей на каждой станции доведено до двух, а сроки перевозки почты сокращены.
Курьеры учреждённой Таксисами почты преодолевали за день до 166 км и пробегали расстояние от Брюсселя в Париж летом в 36, зимой — в 40 часов, в Лион — в 3,5 и 4 дня, в Бургос — в 7 и 8, в Инсбрук — в 5 и 6, в Рим в 10,5 — 12 дней. В договоре 1516 года было оговорено, что должностные лица перевозятся по почте за половинную плату, откуда (равно как и из других указаний) можно с уверенностью заключить, что организованная Таксисами почта хотя и предназначалась, главным образом, для надобностей королевской службы, но с самого начала была открыта и для пользования частных лиц.

### Расцвет

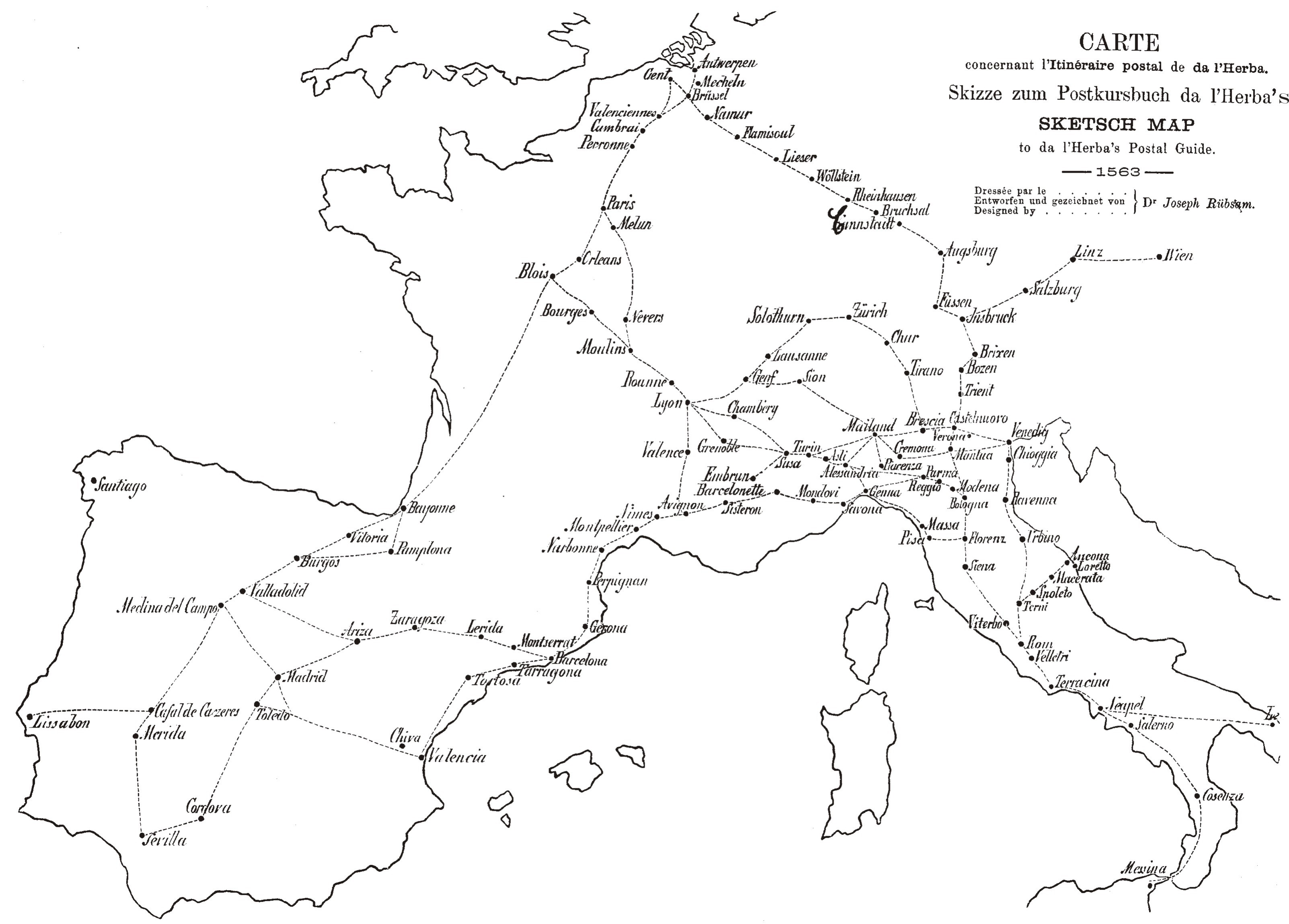
Карта почтовых сообщений Европы в 1563 году

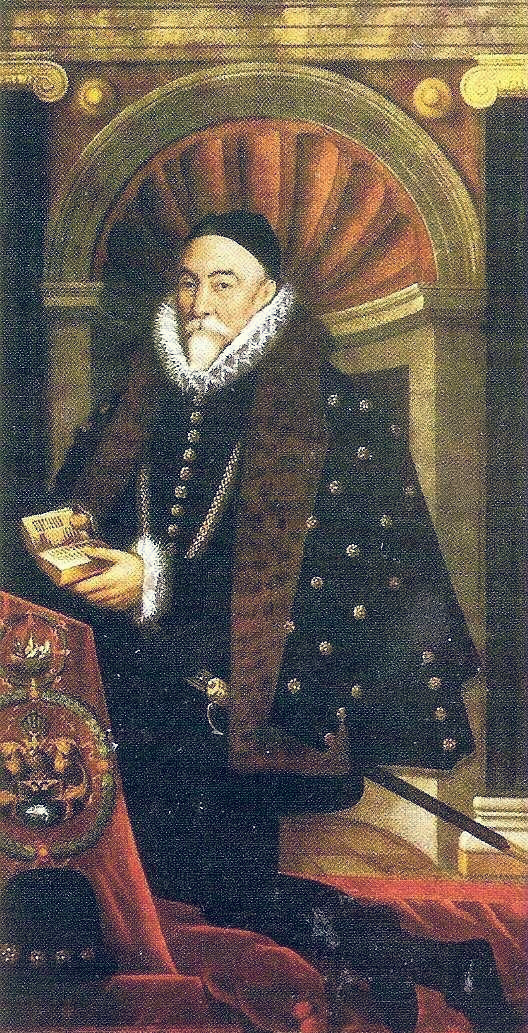
Леонард I фон Таксис

Возведённый в 1520 году императором Карлом V в звание «chief et maistre général de noz postes par tous noz royaumes, pays et seigneuries», Иоганн Баптист, брат Франца фон Таксиса, явился основателем «почтовой династии Таксисов», отдельные ветви которой, действуя в Нидерландах, Испании и Германии, оказали большие услуги в деле развития почтовых сообщений. Основная почтовая линия Брюссель — Вена — Италия была вскоре расширена ветвями на Париж и южную Францию и почтовыми сообщениями между Нюрнбергом, Франкфуртом-на-Майне и Шаффхаузеном; на севере почта Таксисов доходила до Гамбурга. Аккуратность, быстрота и честность были девизом почты Турн-и-Таксис.
Несмотря на своё испано-нидерландское происхождение, почта Таксисов, благодаря отношениям её основателей к германскому императорскому дому, пустила особенно прочные корни в Германии. В 1595 году внук Франца фон Таксиса, Леонард (1522—1612), сделался главным заведующим государственной почтой, а император Рудольф II включил звание генерала-почтмейстера, которое носили Таксисы, в число имперских должностей. В 1615 году император Маттиас признал это звание наследственным в роде Таксисов, который в 1695 году был причислен к имперским княжеским родам.

### Закат

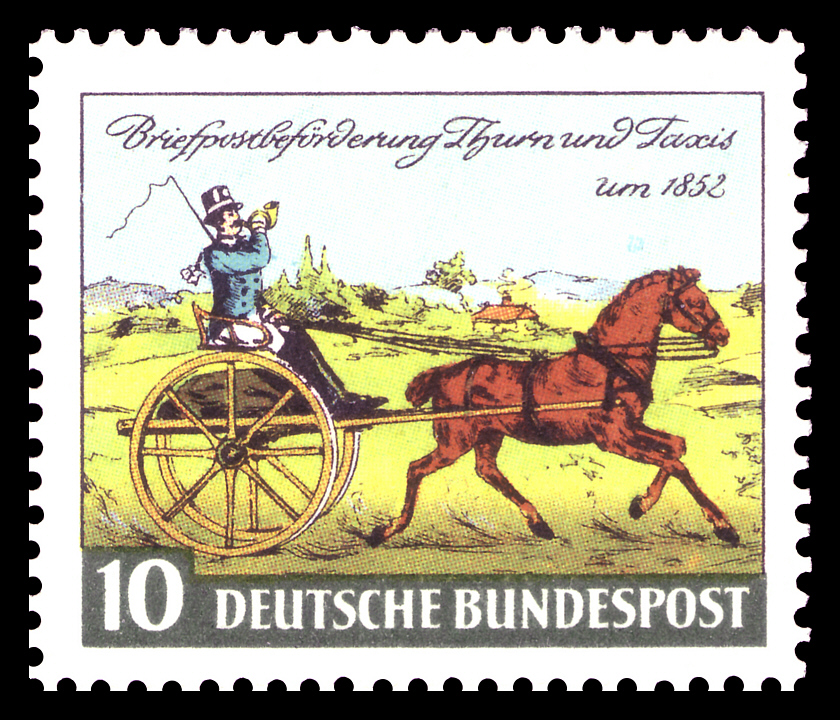
Почта Турн-и-Таксис в 1852 году (марка ФРГ)

Со временем род Таксисов стал предъявлять притязания на исключительное право содержать почту в пределах Германии. Эти притязания встречались с непреодолимыми препятствиями. Прежде почта Таксисов, которая с самого начала содержалась на их собственные средства и страх, неизменно сохраняла характер частного предприятия. Хотя императоры и возвели её на степень имперского установления, но в противоречии с этим стоял тот факт, что в наследственных своих землях сами императоры упразднили эту почту, заменив её государственной. Остальные государи Германии стремились к учреждению в своих владениях собственной правительственной почты и в императорских привилегиях дому Таксисов усматривали посягательства на свои верховные права.

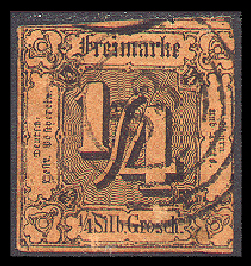
Почтовая марка из первого выпуска Турн-и-Таксис для северогерманских государств (1852, ¼ Зильбергрош)

С ослаблением имперской власти почта Таксисов могла удержаться лишь в более мелких южно- и среднегерманских государствах. Здесь она существовала до упразднения империи, но по решению Венского конгресса особым союзным актом 1815 года была восстановлена в 21-м субъекте Германского союза, причём за отдельными правительствами признано было право выкупать у дома Турн-и-Таксис почтовую монополию.

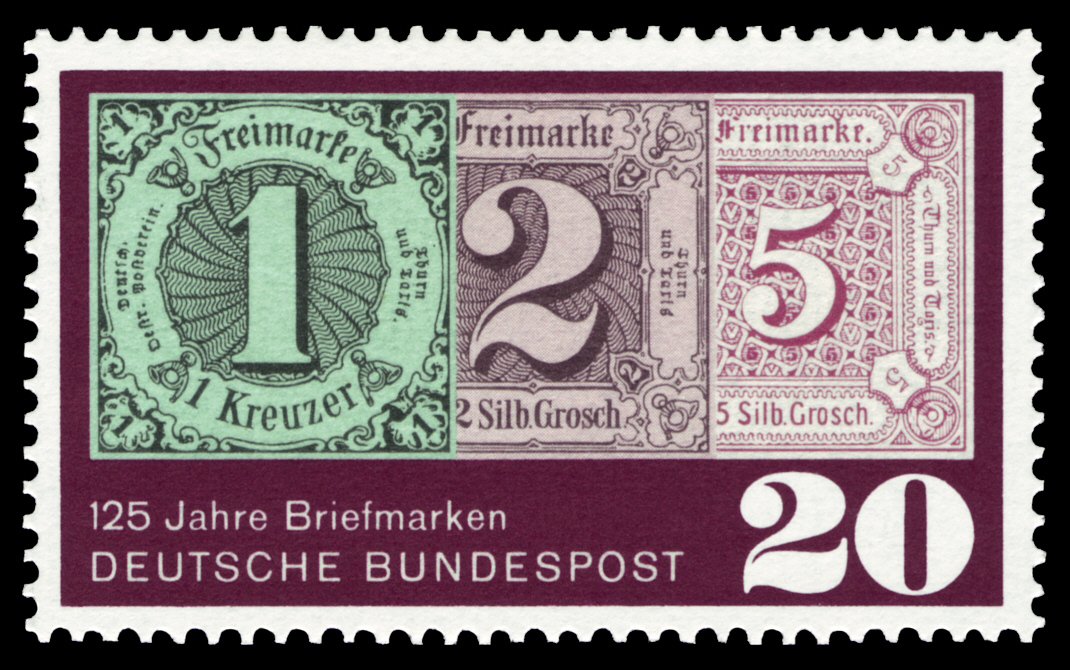
Марка ФРГ 1965 года(Mi #482) к 125-летию первой почтовой марки с изображением ранних марок Турн-и-Таксис(Mi #5, 7, 18)

Эволюция почты, передовые для своего времени идеи почтового штемпеля и почтовой марки оперативно перенимались и Турн-и-Таксис: первые штемпели их почты датируются ещё 1730 годом. В 1850 году почтовое управление Турн-и-Таксис присоединилось к Австро-Германскому почтовому союзу. На этом для службы практически закончился домарочный период, так как этот почтовый союз предусматривал для его участников обязательство эмитировать почтовые марки.

### Эмиссии почтовых марок
В декабре 1851 года в типографии Науманна во Франкфурте-на-Майне началось печатание первых почтовых марок Турн-и-Таксис. Фирма Науманна сотрудничала с литографской фирмой Дорндорф. Эти фирмы подготовили эскизы и печатные формы. Марки печатались типографским способом листами из 15 горизонтальных полос, в каждой по 10 марок — всего 150 марок в листе.

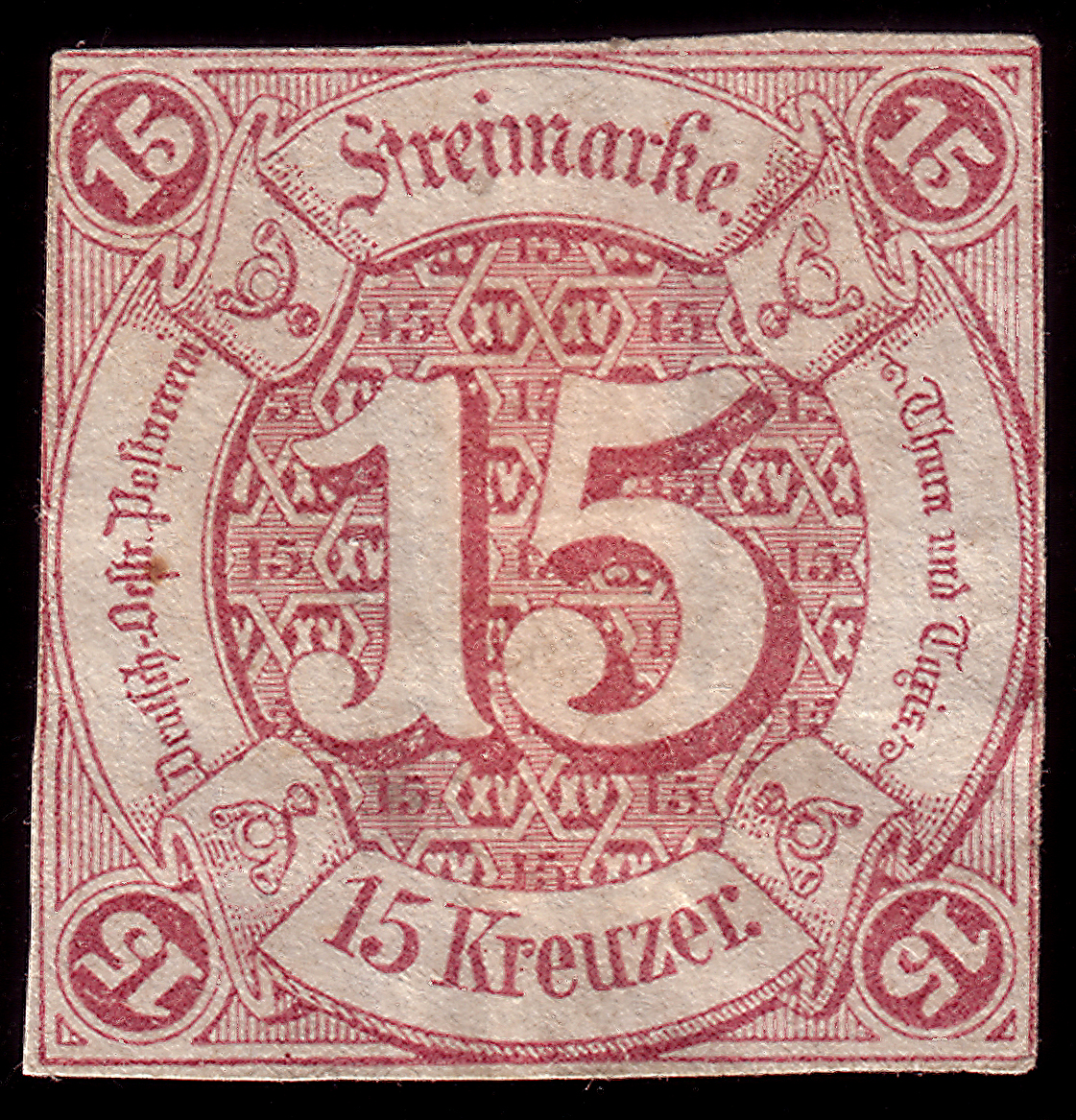
Марка Турн-и-Таксис для южных германских государств, 1859, 15 крейцеров(Sc #51)

Первая серия из 10 марок была введена в почтовое обращение 1 января 1852 года. Примечательно, что из-за разницы валют в северных («зона талера») и южных («зона гульдена») германских государствах Турн-и-Таксис пришлось выпускать для них марки раздельно. Номиналы семи марок были в зильбергрошах для севера, а пяти — в крейцерах для юга. Последняя почтовая марка Турн-и-Таксис увидела свет в 1866 году.
Всего с 1852 по 1866 год Турн-и-Таксис напечатала пять серий (54 марки) общим тиражом в 1,1 млн листов, или 165 млн марок. Все марки без перфорации, имели форму квадрата и практически сходный рисунок: большая цифра номинала в квадрате или в круге. Некоторые отклонения в рисунке имели лишь марки достоинством в 6 и 9 крейцеров. Марки первого выпуска отличались от последующих тем, что печатались в чёрном цвете на разноцветной бумаге, после чего их стали изготавливать в разных цветах на белой бумаге. Особенность первых четырёх выпусков марок состояла также в том, что они печатались на исключительно малом расстоянии друг от друга — от 0,5 до 1 мм.
Марки Турн-и-Таксис любопытны не только своим изысканным дизайном, но и тем, что на них не значилось название какого-либо государства. Марки Турн-и-Таксис имели хождение до 30 июля 1867 года.

### Ликвидация
В 1867 году дом Таксисов за вознаграждение в 3 млн талеров отказался от своих притязаний в пользу правительства Пруссии и его почтовый бизнес был ликвидирован. К этому времени почтовая территория Турн-и-Таксис занимала 17 германских государств. Так закончилась почти 400-летняя история почты Турн-и-Таксис.